# Tasiocera (Tasiocera) hiemalis
Tasiocera (Tasiocera) hiemalis is een tweevleugelige uit de familie steltmuggen (Limoniidae). De soort komt voor in het Australaziatisch gebied.